# Berton Churchill
Berton Churchill (n. 9 decembrie 1876, Toronto, Ontario, Canada – d. 10 octombrie 1940, New York City, New York, SUA) a fost un actor canadian de film și teatru.

## Biografie
Churchill s-a născut în Toronto, Ontario. După ce familia sa s-a mutat în New York, și-a încheiat acolo studiile liceale, a studiat dreptul și a participat săptămânal la William J. Florence Dramatic Society⁠(d) din Jersey City. Interesat de teatru, a apărut în diverse roluri încă din 1903 și a lucrat ca ziarist, devenind în cele din urmă maistru și lider al sindicatului său. După o perioadă pe scenă, a ajuns să interpreteze roluri la teatrul Berkely Lyceum.

## Cariera
Churchill și-a petrecut doi ani în cadrul unui teatru ambulant, timp în care și-a perfecționat stilul și a reușit să ajungă pe Broadway. Moartea tatălui său l-a determinat să revină acasă pentru a lucra ca maistru în presă. În cele din urmă, s-a reîntors la actorie în roluri minore. După ce a fost descoperit de E. F. Albee⁠(d) în Boston, a fost primit în grupul său de actori din Pawtucket⁠(d), unde a continuat să interpreteze diverse roluri în fiecare vară timp de cel puțin două decenii.
Primul său rol pe Broadway a fost în The Barber of New Orleans (1909), iar ultimul a fost în Five Star Final (1930).
A fost unul dintre primii membri ai sindicatului Actors Equity⁠(d) și a făcut parte din consiliului său. În 1919, a fost responsabil de sediul din New York în timpul grevei organizate de sindicat.
În jurul anului 1929, Churchill a început să apară în filme. În urma introducerii sunetului în film, s-a mutat la Hollywood, California. Acolo, acesta a obținut numeroase roluri secundare, de obicei interpretând un personaj sever sau pompos precum bancheri, guvernatori de stat sau baroni. Churchill era foarte căutat, având roluri în 34 de filme doar în 1932. Churchill a lucrat pentru  regizori celebri precum Otto Preminger, John Ford și Frank Capra. De asemenea, a avut roluri alături de multe vedete cunoscute ale perioadei - Bette Davis (The Cabin in the Cotton⁠(d)), Jeanette MacDonald⁠(d), Tyrone Power, Edward G. Robinson și Will Rogers. Churchill a ajuns cunoscut pentru rolul lui Gatewood, bancherul fugar din filmul clasic Stagecoach (1939) al regizorului John Ford.
În 1925, Churchill a contribuit la înființarea clubului Masquers, iar mai târziu acesta și alți cinci actori au creat Screen Actors Guild⁠(d) în 1933.

## Moartea
Churchill a murit la Spitalul Medical Arts Center din New York din cauza uremiei. Trupul său a fost înmormântat în Parcul Memorial Forest Lawn⁠(d) din Glendale, California.

## Filmografie parțială
- The Road Called Straight (1919)     - Robert Swiftmore
- Six Cylinder Love (1923)     - George Stapleton
- Tongues of Flame (1924) - Boland
- Nothing But the Truth (1929)     - E.M. Burke
- Tarnished     Lady (1931) - Stock Speculator (necreditat)
- Secrets of a Secretary (1931) -     Mr. Merritt
- My Sin (1931)     - Mr. Osgood (necreditat)
- Husband's     Holiday (1931) - Gerald Burgess
- Air     Eagles (1931) - Windy J. Bailey
- This Reckless Age (1932) - Banker
- Taxi! (1932)     - Judge West (necreditat)
- Impatient Maiden (1932)
- Cheaters at Play (1932)
- A Fool's Advice (1932) - Mayor Martin     Sloan
- The     Wet Parade (1932) - Roger's Uncle Dick (necreditat)
- Scandal for Sale (1932) -     Bunnyweather
- It's Tough to Be Famous (1932)     - Admiral Blaine (necreditat)
- The     Mouthpiece (1932) - Judge, Rocco Trial (necreditat)
- Two     Seconds (1932) - The Warden
- The Rich Are Always with Us (1932)     - Judge Bradshaw
- Forgotten Commandments (1932) -     Minor Role (scenes deleted)
- The Dark Horse (1932) -     William A. Underwood
- Week     Ends Only (1932) - A.S. Carr
- Fast Companions (1932) - Committee     Chairman
- The W-hington M-querade (1932)     - Sen. Bitler
- American Madness (1932) - O'Brien (necreditat)
- Okay,     America! (1932) - Jacob Baron
- The Crooked Circle (1932)     - Col. Walters
- The Cabin in the Cotton (1932)     - Lane Norwood
- The Big Stampede (1932) - Gov.     Wallace
- False Faces (1932)     - Dr. John B. Parker
- Washington Merry-Go-Round (1932)     - Speaker
- I Am a Fugitive from a Chain     Gang (1932) - The Judge
- Afraid     to Talk (1932) - Mayor William 'Billy' Manning
- If I Had a Million (1932) - Warden     (necreditat)
- Madame Butterfly (1932) -     American Consul
- Frisco     Jenny (1932) - Judge Thom- B. Reynolds (necreditat)
- The Billion Dollar Scandal (1933)     - The Warden
- Laughter in Hell (1933) - Mike     Slaney
- The Mysterious Rider (1933)     - Mark King
- Employees' Entrance (1933) - Mr.     Bradford (necreditat)
- Hard to Handle (1933) - Col.     H.D.X. Wells (necreditat)
- From Hell to Heaven (1933) -     Toledo Jones
- Private     Jones (1933) - Roger Winthrop
- The Little Giant (1933) -     Donald Hadley Cass
- So This Is Africa (1933) - Movie     Producer
- Elmer, the Great (1933) - Colonel     Moffitt
- Heroes for Sale (1933) - Mr.     Winston
- I Love That Man (1933) - Mordant
- Her     First Mate (1933) - Davis
- The     Big Brain (1933) - Col. Higginbotham
- The Avenger (1933) - Forster
- Doctor     Bull (1933) - Herbert Banning - Janet's Brother
- Golden Harvest (1933) - Eben Martin
- Ladies Must Love (1933) - Gaskins
- Only Yesterday (1933) -     Goodheart (necreditat)
- College     Coach (1933) - Otis
- Master of Men (1933) - Mr.     Walling
- Frontier Marshal (1934) -     Ben 'Hiram' Melton
- Hi,     Nellie! (1934) - Graham
- Men in White (1934) - John     Hudson (necreditat)
- Let's Be Ritzy (1934) - R.M. Pembrook
- Strictly Dynamite (1934) - Mr.     Rivers
- Half a Sinner (1934) -     Deacon C-well (aka Ali- the Deacon)
- Murder in the Private Car (1934)     - Luke Carson
- Bachelor     Bait (1934) - 'Big' Barney Nolan
- Friends of Mr. Sweeney (1934) -     Franklyn P. Brumbaugh
- Dames (1934)     - Harold Ellsworthy Todd
- Take     the Stand (1934) - Mr. Jerome Burbank
- Judge     Priest (1934) - Senator Horace Maydew
- Redhead (1934) - Mr. Brown
- Kid     Millions (1934) - Col. Harrison Larrabee
- Menace (1934) - Norman     Bellamy
- Babbitt (1934) - Judge Virgil     'Verge' Thompson
- Sing Sing Nights (1934) -     Governor Duane
- Bachelor of Arts (1934) -     Alexander Hamilton Sr.
- Life     Is Worth Living (1934)
- Helldorado (1935) - 'Clarion'     Editor
- The County Chairman (1935)     - Eli- Rigby
- A Night at the Ritz (1935) -     Stephen Vincent
- Vagabond     Lady (1935) - R.D. Spear
- $10 Raise (1935)     - Mr. Bates
- Dizzy     Dames (1935) - Dad Hackett
- Page Miss Glory (1935) -     Mr. Yates - -sistant Hotel Manager
- Steamboat Round the Bend (1935)     - New Moses
- I Live for Love (1935) - Fabian
- The Spanish Cape Mystery (1935)     - Judge Macklin
- The Rainmakers (1935) - Simon     Parker
- Coronado (1935) - Walter Marvin
- Black Gold (1936) - J.C.     Anderson
- You May Be Next (1936) - J.J. Held
- The Dark Hour (1936) - Paul     Bernard
- Colleen (1936) - Logan
- Three of a Kind (1936) -     'Con' Cornelius
- Parole! (1936)     - Rex Gavin
- Bunker     Bean (1936) - Professor Ed Balthazer
- Dimples (1936) - Col. Loring
- Under Your Spell (1936) - Judge
- Racing     Lady (1937) - Judge
- Parnell (1937)     - The O'Gorman Mahon
- Sing and Be Happy (1937) - John M-on
- You Can't Beat Love (1937) -     Police Chief Brennan
- The Singing Marine (1937) - J.     Montgomery Madison
- Public     Wedding (1937) - H. Theodore Lane aka Pop
- Wild and Woolly (1937) -     Edward Ralston
- Quick     Money (1937) - Bluford H. Smythe
- In     Old Chicago (1938) - Senator Colby
- He Couldn't Say No (1938) -     Senator Mabby
- Wide Open Faces (1938) - L.D.     Crawford
- Four Men and a Prayer (1938) -     Mr. Martin Cherrington
- Kentucky Moonshine (1938) - J.B
- Ladies in Distress (1938) - Fred     Morgan
- Danger on the Air (1938) - Caesar     Kluck
- Down in 'Arkansaw' (1938) - Judge
- The Cowboy and the Lady (1938)     - Henderson
- Sweethearts (1938) - Sheridan
- Stagecoach (1939) - Ellsworth     Henry Gatewood
- So This Is London (1939)     - Hiram Draper
- Daughters Courageous (1939) -     Judge Henry Hornsby
- Should Husbands Work? (1939) -     Barnes
- The Angels Wash Their Faces (1939)     - Mayor Dooley
- Hero foe a Day (1939) - E. A.     Dow
- On Your Toes (1939) - Donald     Henderson
- Brother Rat and a Baby (1940) -     Mr. Norman
- 20     Mule Team (1940) - 'Jack-s' Brown
- Saturday's Children (1940)     - Mr. Norman
- Turnabout (1940) - Julian Marlowe
- The Way of All Flesh (1940)     - Reginald L. Morten
- Cross-Country Romance (1940) -     Col. Conway
- Public Deb No. 1 (1940) - Magistrate
- I'm Nobody's Sweetheart Now (1940)     - Senator Henry Lowell (rol final)